# Porta dos Cubertos
A Porta dos Cubertos  foi uma antiga porta da cidade de Lisboa, inserida na cerca fernandina da cidade.
Localizava-se nas imediações da Porta do Corpo Santo e da Praça de Corte Real, fazendo-se por ela o trânsito entre esta praça e o Largo do Corpo Santo.